# Víctor Manuel Román y Reyes
Víctor Manuel Román y Reyes (* 13. Oktober 1872 in Jinotepe, Departamento Carazo, Nicaragua; † 6. Mai 1950 in Philadelphia, USA) war ein nicaraguanischer Politiker des Partido Liberal Nacionalista (PLN) und von 1947 bis 1950 Präsident des Landes. Er starb im Amt. Seine sterblichen Überreste wurden sofort nach Nicaragua überführt und in seinem Geburtsort Jinotepe beerdigt.